# Eremobelba coronata
Eremobelba coronata är en kvalsterart som beskrevs av Pérez-Íñigo och Baggio 1989. Eremobelba coronata ingår i släktet Eremobelba och familjen Eremobelbidae. Inga underarter finns listade i Catalogue of Life.